# Gallego & Rey
Gallego & Rey és un duo d'humoristes gràfics madrilenys format per José Maria Gallego (Madrid, 1955) i Julio Rey (Madrid, 1955).
Van coincidir al Diario 16, on Pedro J. Ramírez els va proposar de treballar plegats, un encarregant-se dels guions i l'altre dels dibuixos. Des d'aleshores (això fou el 1981), han treballat plegats, convertint-se en una de les signatures més importants del panorama de l'humor gràfic de la península. De Diario 16 van passar a El País (1989), però van plegar al cap de pocs mesos per tornar al seu diari original, que abandonen de nou per anar a El Mundo, que acabava de fundar Pedro J.
També van dibuixar una vinyeta als informatius de Tele 5. Dibuixen també a El Jueves, Marca i d'altres publicacions. Han estat guardonats amb el Premio de la Asociación Nacional de informadores Gráficos de Prensa, el Premio Tono, el Premi Internacional d'Humor Gat Perich, i són professors d'honor de la Universidad de Alcalá de Henares.